# Stefan Effenberg
Stefan Effenberg (Hamburg, 1968. augusztus 2. –) német válogatott labdarúgó.

## Pályafutása

### Csapatai
Effenberg pályafutása a hamburgi Barmfelder SC-nél kezdődött, majd a szintén hamburgi SC Viktoria csapatába került. 1987 őszén a Borussia Mönchengladbach csapatába szerződött. Három év múlva az FC Bayern München csapata szerződtette. 1991-ben meghívták a német válogatottba is, amelynek 1998-ig volt aktív tagja, majd 1994-ben visszatért a Borussia Mönchengladbachba, ahol német kupa-győztes lett. Effenberg karrierje 1998 és 2002 között ért a csúcsra, amikor ismét a Bayern München játékosa lett. A Bayern mezét viselve német bajnok, és BL-győztes csapat tagja volt. 2003-ban a VfL Wolfsburg játékosaként fejezte be Bundesliga-karrierjét. Aktív labdarúgó pályafutásának a katari Al Arabi volt az utolsó állomása.

## Sikerei, díjai

### Klub
- Német bajnokság: 1998–99, 1999–00, 2000–01
- Német labdarúgókupa: 1994–95, 1999–00
- UEFA-bajnokok ligája: 2001
- UEFA-bajnokok ligája ezüstérem: 1999

### Válogatott
- Európa-bajnoki ezüstérem: 1992

## Botrányai
Stefan Effenberg személye körül számos botrány robbant ki pályafutása során, amelyek a labdarúgó ismertsége miatt rendre a német bulvárújságok címlapjaira kerültek. Az első jelentős botránya 1994-ben az Egyesült Államokban rendezett világbajnokságon robbant ki. Effenberg obszcén jeleket mutatott a csapat Dél-Korea elleni játéka láttán elégedetlenkedő német szurkolóknak, amiért Berti Vogts egy évre kizárta a válogatottból.
 1997-ben bíróság előtt kellett felelnie, amiért lakása előtt durván bántalmazott egy részeget. 90 000 euró büntetést kellett fizetnie, miután 2003-ban az őt igazoltató autópálya-rendőröket trágár megjegyzésekkel fogadta. Röviddel ezután egy Playboyban megjelent interjújában a munkanélküliekre tett sértő megjegyzéseket. A bulvársajtó hamarosan kinyomozta, hogy Effenberg elhagyta feleségét és viszonyt kezdett jó barátja, Thomas Strunz feleségével.